# Большой Заход
Большой Заход — деревня в Парфинском районе Новгородской области в составе Полавского сельского поселения.

## География
Находится в центральной части Новгородской области на расстоянии приблизительно 18 км на восток по прямой от районного центра поселка Парфино.

## История
На карте 1840 года была обозначена как Большое Захожье. В 1908 году здесь (Старорусский уезд Новгородской губернии) было учтено 54 двора.

## Население
Численность населения: 307 человек (1908 год), 23 (русские 100 %) в 2002 году, 12 в 2010.